# Tychon Bajbuza
Tychon (Tychno) Bajbuza – kozak rejestrowy, hetman kozacki w latach 1597–1598. 

## Życiorys
Tychon Bajbuza urodził się w II połowie XVI wieku w szlacheckiej rodzinie ruskiej herbu Bajbuza, jako syn Michała Bajbuzy Hrybunowicza, właściciela majątków ziemskich nad rzekami Psiołem, Sułą, Udajem i Łużkiem. Dobra te otrzymał od Stefana Batorego za zasługi wojenne. Według Zygmunta Glogera Michał Hrybunowicz był murzą tatarskim.
Tychon Bajbuza należał do starszyzny kozackiej. Wierny Rzeczypospolitej, był przedstawicielem stronnictwa, które dążyło do uzyskania przywilejów metodami pokojowymi. Jako hetman kozacki zorganizował w 1598 wyprawę na Krym, podczas której doszło do zamieszek, część kozaków, głównie przedstawiciele czerni pod wodzą Połousa wróciła na Sicz. Po powrocie z Krymu Bajbuza stłumił powstanie, Połous zdołał jednak wyprowadzić część swoich zwolenników z Siczy i prowadził walkę partyzancką.
Tychon Bajbuza zwracał się do hetmana Stanisława Żółkiewskiego z prośbą o mediację i wyznaczenie komisarza dla zaprowadzenia porządku na Zaporożu.